# Капитанич, Хорхе
Хорхе Мильтон Капитанич (исп. Jorge Milton Capitanich; род. 28 ноября 1964, Ресистенсия, Чако) — аргентинский политик и экономист, председатель кабинета министров Аргентины в 2002 году и с 19 ноября 2013 года по 26 февраля 2015 года. Также трижды занимал пост губернатора Чако.

## Биография
Хорхе Капитанич родился на севере Аргентины в провинции Чако в ноябре 1964 года. Его предки-переселенцы, черногорцы и сербы, приехали в Южную Америку из Черногории. По окончании школы, окончил в 1988 году, получив специальность экономиста в национальном университете в столице Чако Ресистенсии. Далее продолжил учёбу в столице страны Буэнос-Айресе, где окончил аспирантуру в Университет Бельграно в 1991 году, а затем, окончив бизнес-школу в Университет Сан-Андреса, получил степень магистра.
В 1999 году Капитанич боролся за пост губернатора, но потерпел поражение. Неоднократно избирался сенатором Аргентины. В 2001 году в обстановке происходивших в стране беспорядков в связи с экономическим кризисом два дня занимал пост министра экономики Аргентины. На следующий год в течение четырёх месяцев возглавлял кабинет министров страны. В 2003 году вновь баллотировался на пост губернатора в родной провинции Чако, но проиграл. Губернаторские выборы выиграл в 2007 году. Повторно выиграл выборы в 2011 году и занимал этот пост до ноября 2013 года.
19 ноября 2013 года президент Аргентины Кристина Элизабет Фернандес де Киршнер решила сменить главу кабинета министров, и Хорхе Капитанич вторично был назначен на эту должность. В конце февраля 2015 года президент страны Кристина Киршнер вновь провела реорганизацию кабинета министров. Капитанич оставил этот пост, его сменил бывший руководитель кабинета министров Анибаль Фернандес.
Сам Хорхе вернулся на пост губернатора Чако, который в период его пребывания в столице занимал вице-губернатор Хуан Карлос Басилефф Иванофф. Однако он занимал этот пост до 10 декабря. В результате губернаторских выборов 2015 года Капитанич уступил место губернатора победителю Пеппо.

## На посту мэра
Однако вскоре в сложной борьбе он сумел выиграть выборы на пост мэра Ресистенсии. На этом посту он начал переустройство города, проложил новые дороги, заслужил уважение горожан; что дало ему возможность вновь баллотироваться на пост губернатора провинции Чако. В октябре 2019 года на губернаторских выборах он победил действующего губернатора Пеппо. В середине декабря 2019 года Капитанич в третий раз занял пост губернатора провинции Чако. В ноябре 2023 года Хорхе Капитанич потерпел поражение в выборах губернатора своему сопернику Леандро Здеро. 10 декабря 2023 года Капитанич оставил пост губернатора провинции.